# المدة النيابية الحادية عشرة لمجلس النواب التونسي
المدة النيابية الحادية عشرة لمجلس النواب في تونس هي المدة النيابية التي دامت ولايتها 4 سنواتٍ و11 شهرًا و25 يومًا وذلك بين 17 نوفمبر 2004 و11 نوفمبر 2009.

انتخب المجلس إثر انتخابات 24 أكتوبر 2004.

## مكونات مجلس النواب
يتكون مجلس النواب من 189 مقعدا.

### الأحزاب
| الحزب   | الحزب                         | المقاعد |
| ------- | ----------------------------- | ------- |
|         | التجمع الدستوري الديمقراطي    | 152     |
|         | حركة الديمقراطيين الاشتراكيين | 14      |
|         | حزب الوحدة الشعبية            | 11      |
|         | الاتحاد الديمقراطي الوحدوي    | 7       |
|         | حركة التجديد                  | 3       |
|         | الحزب الاجتماعي التحرري       | 2       |
| المقاعد | المقاعد                       | 189     |

## الحكومات
- حكومة محمد الغنوشي الأولى.